# Out to Lunch!
Out to Lunch! — альбом джазового мультиинструменталиста Эрика Долфи, записанный в 1964 году. Его единственная запись на лейбле Blue Note, на которой он выступил в качестве лидера. На сегодняшний день альбом считается одним из лучших альбомов в истории лейбла, а также одним из самых ярких моментов авангардного джаза 60-х годов и творчества Долфи.
Незадолго до записи альбома Тони Уильямсу исполнилось 18 лет, на обложке альбома он обозначен как «Энтони Уильямс».
Спустя несколько месяцев после записи альбома Долфи завершил тур по Европе с Чарльзом Мингусом. Вскоре после этого он умер от диабетической комы.

## Музыка
Название первой композиции «Hat and Beard» относится к Телониусу Монку; и содержит ударную интерлюдию с участием Тони Уильямса и Бобби Хаттерсона. «Something Sweet, Something Tender» включает в себя дуэт Ричарда Дэвиса на бас-гитаре и Долфи на бас-кларнете. Третья композиция «Gazzeloni» была названа в честь классического флейтиста Гаццелони Северино, но на самом деле она наиболее традиционная, основанная на бопе, песня с альбома. На обратной стороне альбома располагаются две длинные композиции, написанные для альт-саксофона: заглавная композиция и «Straight Up and Down» согласно оригинальным заметкам к альбому должны вызвать ощущение алкогольного пошатывания. В конце 2013 года были опубликованы две ранее не издававшиеся композиции на Toshiba EMI TYCJ-81013 в Японии. Они содержат альтернативные версии двух бас-кларнетных партий на «Hat and Beard» и «Something Sweet, Something Tender».

## Рецензии критиков
| Оценки критиков                     | Оценки критиков |
| Источник                            | Оценка          |
| ----------------------------------- | --------------- |
| Allmusic                            | [ 4 ]           |
| The Rolling Stone Jazz Record Guide | [ 5 ]           |

Справочник The Penguin Guide to Jazz включил альбом в свой раздел «Центральная коллекция» и наградил его статусом «корона». В своём эссе «Free Jazz: A Subjective History» для портала AllMusic Крис Келси определил альбом как один из наиболее значительных альбомов в стиле фри-джаз.

## Список композиций
Все композиции написаны Эриком Долфи.
1. «Hat and Beard» — 8:24
2. «Something Sweet, Something Tender» — 6:02
3. «Gazzelloni» — 7:22
4. «Out to Lunch» — 12:06
5. «Straight Up and Down» — 8:19

Бонусные треки на ограниченном японском издании 2013 года:
1. «Hat and Beard (alt. take)» — 8:35
2. «Something Sweet, Something Tender (alt. take)» — 5:42

## Участники записи
- Эрик Долфи — бас-кларнет (1 и 2), флейта (3), альт-саксофон (4 и 5)
- Фредди Хаббард — труба
- Бобби Хатчерсон — вибрафон
- Ричард Дэвис — контрабас
- Тони Уильямс — ударные

## Доп. ссылки
- Out to Lunch! at All About Jazz